# Namokrowo
Namokrowo (biał. Намакрава, Namakrawa; ros. Намокрово, Namokrowo) – wieś na Białorusi, w obwodzie brzeskim, w rejonie łuninieckim, w sielsowiecie Sinkiewicze, w pobliżu Prypeci.
W dwudziestoleciu międzywojennym chutor Namokrowo leżał w Polsce, w województwie poleskim, w powiecie łuninieckim, w gminie Łachwa. Po II wojnie światowej w granicach Związku Radzieckiego. Od 1991 w niepodległej Białorusi.